# Uloborus tetramaculatus
Uloborus tetramaculatus es una especie de araña araneomorfa del género Uloborus, familia Uloboridae. Fue descrita científicamente por Mello-Leitao en 1940.
Habita en Brasil.